# Saint-Félix-de-Lodez
Saint-Félix-de-Lodez is een gemeente in het Franse departement Hérault (regio Occitanie). De plaats maakt deel uit van het arrondissement Lodève. Saint-Félix-de-Lodez telde op 1 januari 2022 1.142 inwoners.

## Geografie
De oppervlakte van Saint-Félix-de-Lodez bedroeg op 1 januari 2022 4,38 vierkante kilometer; de bevolkingsdichtheid was toen 260,7 inwoners per km².

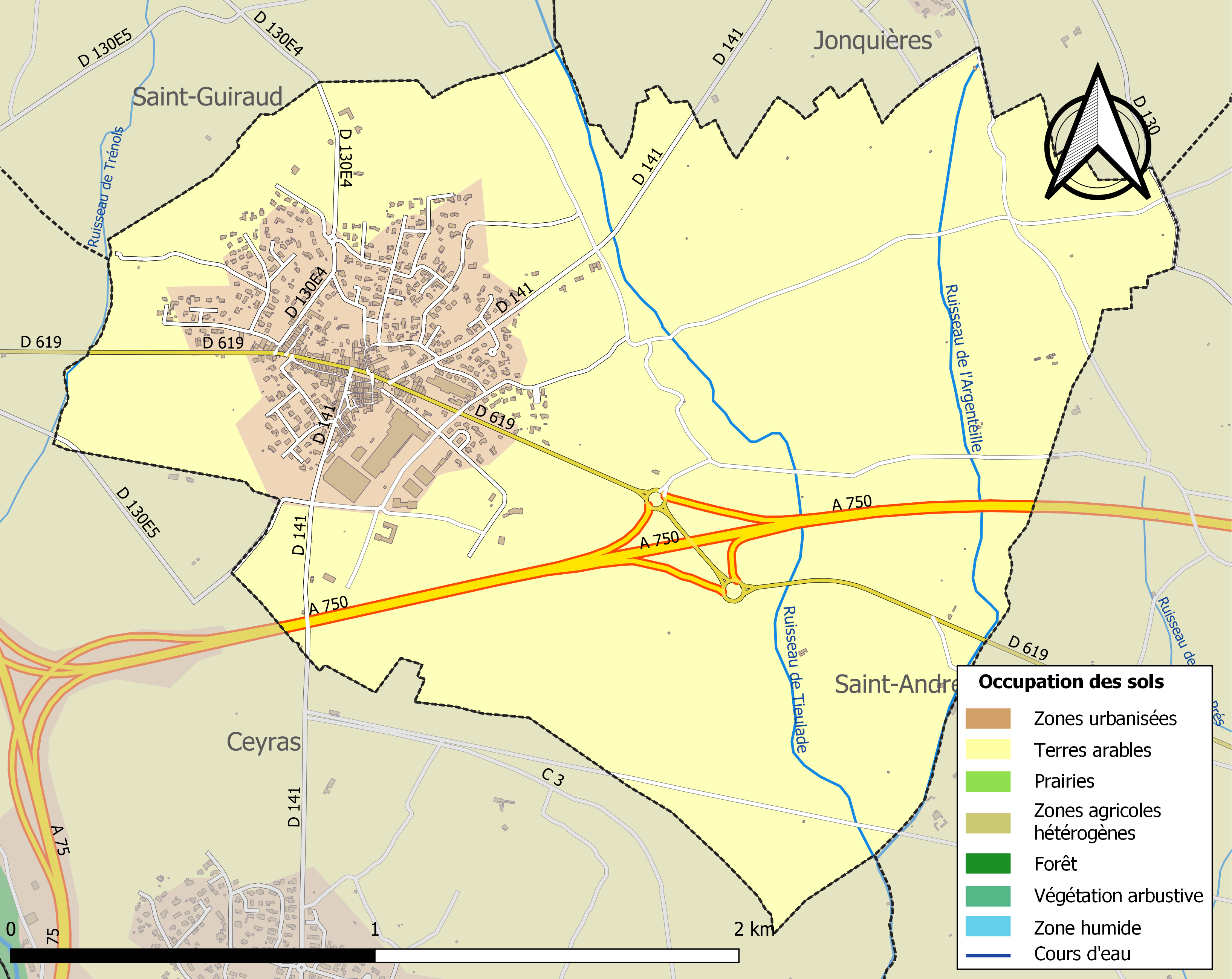
Kaart van de gemeente met belangrijkste infrastructuur, bodemgebruik en omliggende gemeenten

## Demografie
Onderstaande figuur toont het verloop van het inwonertal (bron: INSEE-tellingen).